# Margarida Castells
Margarida Castells i Criballés (Torelló, 1962) es una traductora del árabe, investigadora y profesora española.
Coautora con Dolors Cinca de dos versiones de las recopilaciones de historias de Las mil y una noches que fueron galardonadas con el Premio Ciudad de Barcelona de traducción en lengua catalana en 1996 y Premio Crítica Serra d'Or de traducción en 1997. En colaboración con Manuel Forcano tradujo los relatos de viajes de Ibn Battuta (2005 - Premio Crítica Serra d'Or de traducción 2006), y, en solitario, textos de Salim Barakat, y Mahmud Darwix entre otros. Ha sido profesora en la Universidad de Barcelona, y se ha dedicado a las traducciones latinas del Corán y a la codicología. Ha colaborado con el Museo Egipcio de Barcelona (Fundación Arqueológica Clos) como directora científica de expediciones culturales a Etiopía y Uzbekistán. También ha formado parte de diversas expediciones de catalogación y conservación de manuscritos en distintos países del área mediterránea.
Como filóloga y arabista es coautora, con Dolors Cinca, del primer Diccionari àrab-català, que tiene por objeto el árabe estándar moderno.

## Obra
Traducciones
- 1995: Les mil i una nits, traducción al catalán. En colaboración con Dolors Cinca (1995).[12] Premio Ciudad de Barcelona  de traducción (1996) y Premio Crítica Serra d'Or de traducción (1997)[13]
- 1998: Las mil y una noches según el manuscrito más antiguo. Traducción al castellano, en colaboración Dolors Cinca.[14]
- 2001: Salim Barakat. La llagosta de ferro
- 2002: Mohammed Hamza Ghanayem. «Vuit poemes»[1]
- 2002: Aziza Ahdiya. Poemas de La confessió de Tantan
- 2003: Hassan El Ouazzani. «Dos poemes»[1]
- 2004: Mahmud Darwix. Per què has deixat el cavall sol? [15]
- 2005: Ibn Battuta. Els viatges. En colaboración con Manuel Forcano. Premio Crítica Serra d'Or de traducción (2006)[16]
- 2013: Perles de la nit. Poetes andalusines. Edición del texto árabe y traducción. En colaboración con Encarna Sant-Celoni. Adesiara Editorial. Martorell, 2013.[17]
- 2014: Abdal·lah Ibn Almuqaffa. Ètica i educació per a governants.[18]
- 2019 Jo soc vosaltres. Sis poetes de Síria. Trdaucción al catalán de textos de Raed Wahesh, Rasha Omran, Talal Bu Khadar, Abdul·lah Al-Hariri, Nisrín Akram Khouri i Wael Saadeddín. Compilados y editados por el poeta Mohamad Bitari. Publicado en coedición por Godall Edicions, Pol·len y SodePau. La trdaucción de este libro recibió el Premi Cavall Verd de Traducció 2020.

Obra propia
- 2003: Catalogue des manuscrits conservés dans la bibliothèque de l’Archêveché Grec-Catholique d’Alep, Syrie. En colaboración con Pius Alibek, Manuel Forcano y Francisco del Río.[8]
- 2007: Diccionari Àrab-Català. En colaboración con Dolors Cinca. Enciclopèdia Catalana.[19]